# Yolande de Bassompierre
Pour les articles homonymes, voir Bassompierre.
Yolande de Bassompierre, née le 22 mai 1536 et morte à Épinal (Vosges) le 21 avril 1621, est une  religieuse catholique, abbesse du chapitre d'Épinal de 1558 à 1621.  

## Biographie
Yolande de Bassompierre est la fille de François de Bassompierre, bailli des Vosges de 1503 à 1553 et de Marguerite de Dommartin. 
Elle entre au chapitre d’Épinal en 1540. Elle est apprébendée notamment en présence de Simone de Lye, doyenne, et d'Isabeau d'Orchamp, secrète. Yolande de Bassompierre est élue abbesse le 20 août 1558 à l'âge de 22 ans. 
Elle fonde le couvent des Minimes d'Épinal.
Elle fait construire en 1618 un caveau destiné aux chanoinesses d'Épinal sous la chapelle des Voués de la basilique Saint Maurice.
Elle est remplacée à sa mort par Claude de Cussigny à la tête du Chapitre. 

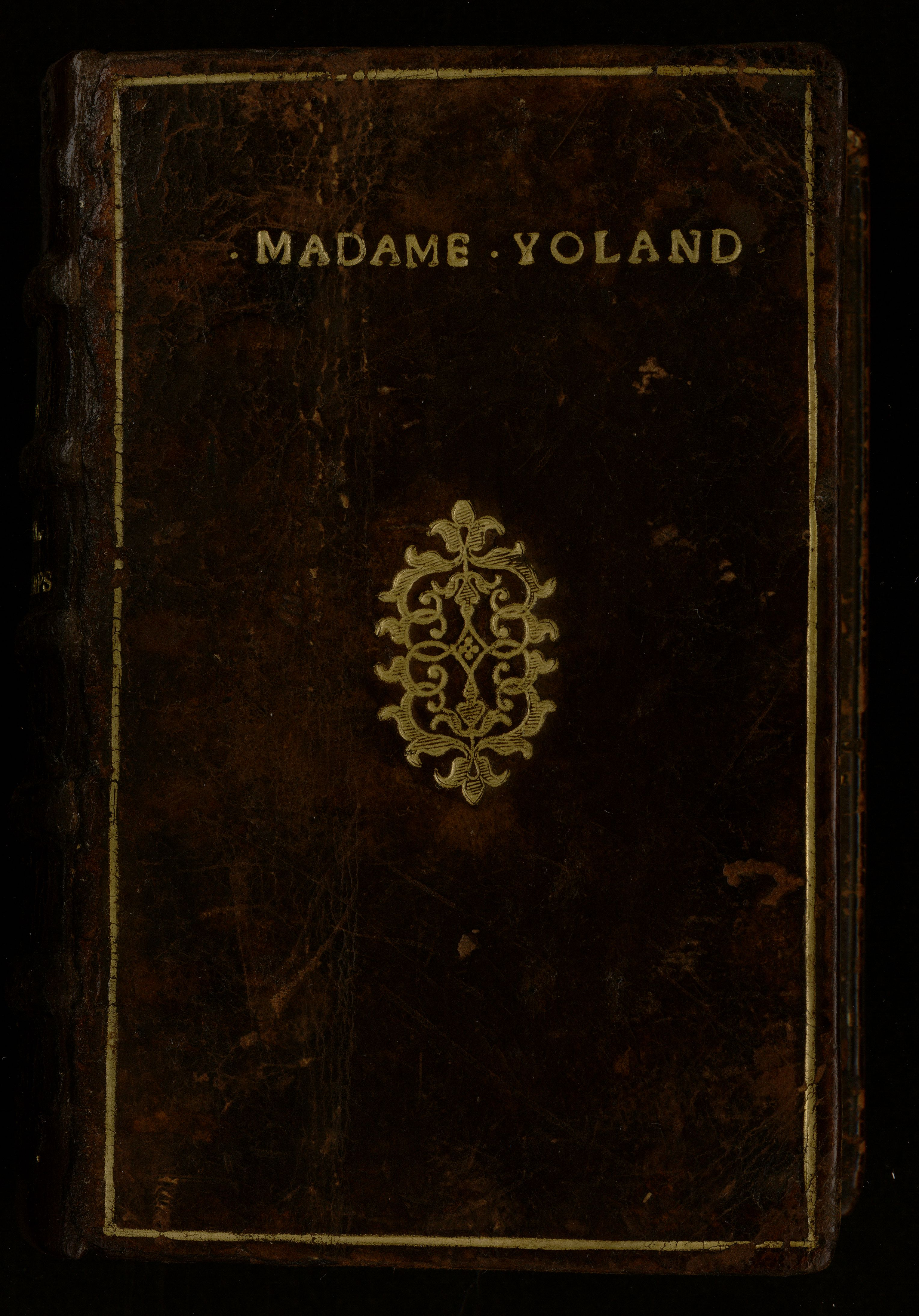
Reliure au nom de Yolande de Bassompierre (plat supérieur)

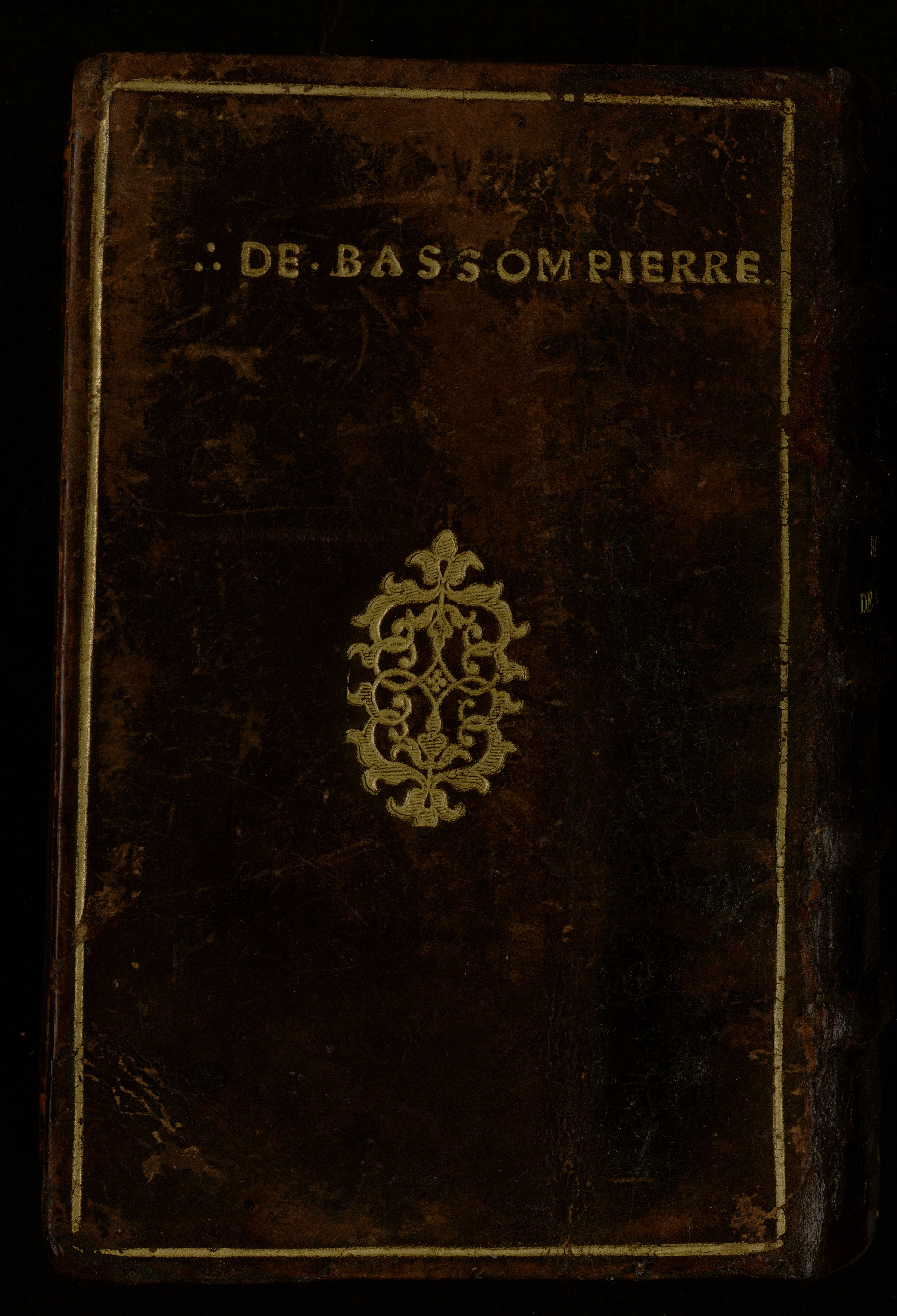
Reliure au nom de Yolande de Bassompierre (plat inférieur)